# Adalvard den äldre
Adalvard den äldre, död 1064, var biskop i Skara stift från 1060 till sin död och under hans tid blev Skara definitivt centrum för det nya stiftet. Då grundlades också domkyrkan som helgades åt Jungfru Maria, men flytten av stiftscentrum från Husaby till Skara kan ha skett tidigare, redan under biskop Osmundus på 1050-talet. Man brukar anse att domkyrkans invigning ägde rum 1150, alltså nära hundra år senare. Innan dess hade biskop Thurgot fått tillträde till mark på kungsgården i Husaby, som också omnämns i äldre västgötalagen som det äldsta biskopssätet.
Adalvard ligger begravd i Skara domkyrkas romanska krypta och i graven har man hittat två gravkalkar (nattvardskalkar nedlagda i grav). På den ena, funnen vid en utgrävning på 1700-talet, står det: "ADALVVARDUS PECCATOR" (Adalvard syndare[n]). Den omtalas under 1700-talet som särkalk (särskild nattvardskalk) åt stadens bödel i Skara. På den andra, som hittades i bitar i graven när kryptan upptäcktes vid domkyrkans renovering 1947–1949, står det bland annat "SUNI ME FECIT" (Sune har gjort mig).